# Магид, Ахмед Исмат Абдель
Ахмед Исмат Мохаммед Фахми Абдель Магид (англ. Ahmed Esmat Mohamed Fahmy Abdel Meguid 22 марта 1923, Александрия, Египет — 21 декабря 2013, Каир, Египет) — генеральный секретарь Лиги арабских государств (ЛАГ) в 1991—2001.

## Биография
Окончил факультет права Александрийского университета, учился в Сорбонне. Доктор наук. С 1950 — на дипломатической службе. Занимал различные посты в центральном аппарате МИД Египта и за рубежом (Великобритания, Франция, Швейцария). В 1954 году участвовал в египетско-британских переговорах об эвакуации британских войск из Египта. С 1957 по 1961 год советник постоянного представительства Египта при европейской штаб-квартире ООН в Женеве. С 1961 по 1963 год заместитель директора юридического департамента МИД. В 1968—1969 годах директор по культуре и техническому сотрудничеству МИД. В 1969 году руководитель Государственной информационной службы и официальный представитель правительства Египта в ранге заместителя министра. В 1969—1970 годах — посол во Франции, в 1970—1972 годах — государственный министр по делам кабинета министров, в 1972—84 годах — постоянный представитель Египта при ООН.
С июля 1984 — министр иностранных дел, с сентября 1985 — заместитель премьер-министра. В 1991 г. ушел в отставку в связи с назначением Генеральным секретарем Лиги арабских государств. На этом посту находился в течение десяти лет — до июня 2001 г.
Автор ряда статей по международному праву. Автор книг «Ближний Восток на перепутье» и «Отношения и вызовы в арабском мире», а в 1998 году написал свои мемуары под названием «Время преломления и победы».
Был женат, имел троих сыновей.